# Lotte van Beek
Lotte van Beek (n. 9 decembrie 1991, Zwolle, Țările de Jos) este o sportivă ce a reprezentat Țările de Jos, medaliată olimpică. A participat la o ediție a Jocurilor Olimpice (2014) în care a câștigat o medalie de aur și o medalie de bronz.